# يوهانس ستين
يوهانس ويلهلم كريستيان ستين (بالنرويجية البوكمول: Johannes Steen)‏ (22 يوليو 1827 - 1 أبريل 1906) هو سياسي نرويجي من الحزب الليبرالي، دمج بين عمله السياسي ووظيفته كمعلِّم. خدم رئيسًا لوزراء النرويج من 1891 حتى 1893 ثم من 1898 حتى 1902.